# Agouna
Agouna ist ein Arrondissement im Departement Zou im westafrikanischen Staat Benin. Es ist eine Verwaltungseinheit, die der Gerichtsbarkeit der Kommune Djidja untersteht.

## Demografie und Verwaltung
Gemäß der Volkszählung 2013 des beninischen Statistikamtes INSAE hatte das Arrondissement 16.161 Einwohner, davon waren 7919 männlich und 8242 weiblich.
Von den 95 Dörfern und Quartieren der Kommune Djidja entfallen zehn auf Agouna:
1. Assan
2. Awotrele
3. Dénou
4. Djrékpédji
5. Gangan
6. Kouékouékanmè
7. Koutagba
8. Sankpiti
9. Tokpé
10. Zoungahou